# Шпанија на Светском првенству у атлетици на отвореном 2015.
Шпанија је учествовала на Светском првенству у атлетици на отвореном 2015. одржаном у Пекингу од 22. до 30. августа петнаести пут, односно учествовала је на свим првенствима до данас. Репрезентацију Шпаније представљало 40 учесника (26 мушкараца и 14. жена) који су се такмичили у 26 дисциплина (14 мушких и 12 женских).,
На овом првенству Шпанија је по броју освојених медаља делила 15. место са 1 освојеном медаљом (златна). Поред медаља, такмичари Шпаније су оборили 5 лична рекорда и остварили 8 најбоља лична резултата сезоне. У табели успешности према броју и пласману такмичара који су учествовали у финалним такмичењима (првих 8 такмичара) Шпанија је са 2 учесника у финалу заузела 28. место са 12 бодова.
| Плас. | Земља   | 1. место | 2. место | 3. место | 4. место | 5. место | 6. место | 7. место | 8. место | Бр. финал. | Бод. |
| ----- | ------- | -------- | -------- | -------- | -------- | -------- | -------- | -------- | -------- | ---------- | ---- |
| 28.   | Шпанија | 1        | 0        | 0        | 0        | 1        | 0        | 0        | 0        | 2          | 12   |

## Учесници
| Мушкарци: - Кевин Лопез — 800 м - Давид Бустос — 1.500 м - Виктор Коралес — 1.500 м - Adel Mechaal — 1.500 м - Илијас Фифа — 5.000 м - Хесус Еспања — 5.000 м - Алемајеху Безабех — 5.000 м - Хавијер Гера — Маратон - Carles Castillejo — Маратон - Јидел Контрерас — 110 м препоне - Фернандо Каро — 3.000 м препреке - Себастијан Мартс — 3.000 м препреке - Роберто Алаиз — 3.000 м препреке - Мигел Анхел Лопез — 20 км ходање - Алваро Мартин — 20 км ходање - Дијего Гарсија — 20 км ходање - Хесус Анхел Гарсија — 50 км ходање - Франсиско Арсиља — 50 км ходање - Бенхамин Санчез — 50 км ходање - Адријан Ваљес — Скок мотком - Пабло Торихос — Троскок - Борја Вивас — Бацање кугле - Луис Маркел Мартинез — Бацање диска - Хавијер Сјенфуегос — Бацање кладива - Хорхе Урена — Десетобој - Пау Тонесен — Десетобој | Жене: - Аури Лорена Бокеса — 400 м - Естер Гереро — 800 м - Трихас Гебре — 10.000 м - Алесандра Агилар — Маратон - Каридад Херес — 100 м препоне - Марија Хосе Повес — 20 км ходање - Ракел Гонзалес — 20 км ходање - Лаура Гарсија-Каро — 20 км ходање - Рут Беитија — Скок увис - Нароа Агире — Скок мотком - Мариа дел Мар Ховер — Скок удаљ - Урсула Руис — Бацање кугле - Сабина Асењо — Бацање диска - Лаура Редондо — Бацање кладива |  |

## Освајачи медаља

### Злато (1)
- Мигел Анхел Лопез — 20 км ходање

## Резултати

### Мушкарци
| Атлетичар            | Дисциплина       | Лични рекорд | Квалификације     | Квалификације     | Полуфинале            | Полуфинале            | Финале                | Финале       | Детаљи                                   |
| Атлетичар            | Дисциплина       | Лични рекорд | Резултат          | Место             | Резултат              | Место                 | Резултат              | Место        | Детаљи                                   |
| -------------------- | ---------------- | ------------ | ----------------- | ----------------- | --------------------- | --------------------- | --------------------- | ------------ | ---------------------------------------- |
| Кевин Лопез          | 800 м            | 1:43,74 НР   | 1:46,06 КВ        | 3. у гр. 4        | 1:45,84               | 4. у гр. 1            | Нису се квалификовали | 18 / 47 (49) |                                          |
| Давид Бустос         | 1.500 м          | 3:34,77      | 3:38,75 кв        | 10. у гр. 3       | 3:42,48               | 12. у гр. 2           | Нису се квалификовали | 17 / 40 (41) |                                          |
| Виктор Коралес       | 1.500 м          | 3:37,70      | 3:44,76           | 11. у гр. 2       | Нису се квалификовали | Нису се квалификовали | Нису се квалификовали | 33 / 40 (41) |                                          |
| Adel Mechaal         | 1.500 м          | 3:36,55      | 3:46,05           | 13. у гр. 1       | Нису се квалификовали | Нису се квалификовали | Нису се квалификовали | 37 / 40 (41) |                                          |
| Илијас Фифа          | 5.000 м          | 13:05,61     | 13:28,29          | 13. у гр. 2       |                       |                       | Нису се квалификовали | 18 / 39 (41) | Архивирано на веб-сајту (30. април 2018) |
| Хесус Еспања         | 5.000 м          | 13:05,61     | 13:51,47          | 16. у гр. 2       | 26 / 39 (41)          |                       | Нису се квалификовали |              | Архивирано на веб-сајту (30. април 2018) |
| Алемајеху Безабех    | 5.000 м          | 12:57,25 НР  | 13:51,47          | 11. у гр. 1       | 27 / 39 (41)          |                       | Нису се квалификовали |              |                                          |
| Хавијер Гера         | Маратон          | 2:09:33      |                   |                   |                       |                       | 2:17:00               | 13 / 42 (68) |                                          |
| Carles Castillejo    | Маратон          | 2:10:09      | Није завршио трку | Није завршио трку |                       |                       |                       |              |                                          |
| Јидел Контрерас      | 110 м препоне    | 13,35        | 13,48 КВ          | 4. у гр. 1        | 13,57                 | 8. у гр. 3            | Нису се квалификовали | 21 / 37 (42) |                                          |
| Фернандо Каро        | 3.000 м препреке | 8:21,78      | 8:38,05           | 7. у гр. 2        |                       |                       | Нису се квалификовали | 17 / 37 (38) |                                          |
| Себастијан Мартс     | 3.000 м препреке | 8:18,31      | 8:50,20           | 8. у гр. 1        | 26 / 37 (38)          |                       | Нису се квалификовали |              |                                          |
| Роберто Алаиз        | 3.000 м препреке | 8:19,85      | Није завршио трку | Није завршио трку | Није се квалификовао  | Није се квалификовао  |                       |              |                                          |
| Мигел Анхел Лопез    | 20 км ходање     | 1:19:21      |                   |                   |                       |                       | 1:19:14 ЛР            |              |                                          |
| Алваро Мартин        | 20 км ходање     | 1:20:19      | 1:22:04           | 16 / 50 (61)      |                       |                       |                       |              |                                          |
| Дијего Гарсија       | 20 км ходање     | 1:21:45      | 1:24:52           | 29 / 50 (61)      |                       |                       |                       |              |                                          |
| Хесус Анхел Гарсија  | 50 км ходање     | 3:39:54      | 3:46:43 ЛРС       | 9 / 46 (61)       |                       |                       |                       |              |                                          |
| Франсиско Арсиља     | 50 км ходање     | 3:58:00      | 4:07:23 ЛРС       | 35 / 46 (61)      |                       |                       |                       |              |                                          |
| Бенхамин Санчез      | 50 км ходање     | 3:55:45      | Није завршио трку | Није завршио трку |                       |                       |                       |              |                                          |
| Игор Бичков          | Скок мотком      | 5,65         | 5,40              | 16. у гр. Б       |                       |                       | Нису се квалификовали | 31 / 33 (34) |                                          |
| Пабло Торихос        | Троскок          | 17,04 д      | 16,32             | 10. у гр. Б       | 20 / 27 (28)          |                       | Нису се квалификовали |              |                                          |
| Борја Вивас          | Бацање кугле     | 21,07        | 19,28             | 12. у гр. А       | 24 / 31               |                       | Нису се квалификовали |              |                                          |
| Луис Маркел Мартинез | Бацање диска     | 67,45        | 58,01             | 14. у гр. Б       | 28 / 30 (31)          |                       | Нису се квалификовали |              |                                          |
| Хавијер Сјенфуегос   | Бацање кладива   | 76,71 НР     | 70,96             | 14. у гр. Б       | 29 / 30               |                       | Нису се квалификовали |              |                                          |

#### Десетобој
| Дисциплина    | Хорхе Урена | Хорхе Урена | Хорхе Урена | Хорхе Урена | Хорхе Урена | Хорхе Урена  |
| Дисциплина    | Лич. рек.   | Резултат    | Бод.        | Плас.       | Укупно      | Плас.        |
| ------------- | ----------- | ----------- | ----------- | ----------- | ----------- | ------------ |
| 100 м         | 10,86       | 10,99       | 863         | 16.         |             |              |
| Скок удаљ     | 7,58 д      | 7,30        | 886         | 14.         | 1.749       | 15.          |
| Бацање кугле  | 13,89 д     | 12,74       | 651         | 27.         | 2.400       | 21.          |
| Скок увис     | 2,05        | 2,01        | 813         | 15.         | 3.213       | 21.          |
| 400 м         | 49,26       | 49,17 ЛР    | 853         | 17.         | 4.066       | 20.          |
| 110 м препоне | 14,07       | 14,41       | 922         | 11.         | 4.988       | 17.          |
| Бацање диска  | 36,93       | 35,20       | 568         | 23.         | 5.556       | 20.          |
| Скок мотком   | 4,80 д      | БП          | 0           | 0.          | 5.556       | 22.          |
| Бацање копља  | 64,02       | 53,17       | 636         | 20.         | 6.192       | 21.          |
| 1.500 м       | 4:25,77     | 4:42,21     | 666         | 17.         |             |              |
| Десетобој     | 7.983       |             |             |             | 6.858       | 21 / 22 (29) |

| Дисциплина    | Пау Тонесен | Пау Тонесен | Пау Тонесен | Пау Тонесен | Пау Тонесен | Пау Тонесен  |
| Дисциплина    | Лич. рек.   | Резултат    | Бод.        | Плас.       | Укупно      | Плас.        |
| ------------- | ----------- | ----------- | ----------- | ----------- | ----------- | ------------ |
| 100 м         | 11,26       | 11,26 ЛР    | 804         | 25.         |             |              |
| Скок удаљ     | 7,49        | 7,21        | 864         | 21.         | 1.668       | 25.          |
| Бацање кугле  | 15,17       | 13,74       | 712         | 20.         | 2.380       | 23.          |
| Скок увис     | 2,15 д      | 2,04        | 840         | 8.          | 3.220       | 20.          |
| 400 м         | 50,68       | 50,24 ЛР    | 804         | 22.         | 4.024       | 23.          |
| 110 м препоне | 14,87       | 15,12       | 835         | 21.         | 4.859       | 21.          |
| Бацање диска  | 46,31       | 45,28       | 773         | 5.          | 5.632       | 18.          |
| Скок мотком   | 5,30        | 4,80        | 849         | 13.         | 6.481       | 17.          |
| Бацање копља  | 57,77       | 60,42 ЛР    | 744         | 12.         | 7.225       | 16.          |
| 1.500 м       | 4:41,77     | 5:33,73     | 381         | 22.         |             |              |
| Десетобој     | 8.247       |             |             |             | 7.606       | 18 / 22 (29) |

### Жене
| Атлетичарка         | Дисциплина     | Лични рекорд | Квалификације | Квалификације | Полуфинале            | Полуфинале            | Финале                | Финале       | Детаљи                                    |
| Атлетичарка         | Дисциплина     | Лични рекорд | Резултат      | Место         | Резултат              | Место                 | Резултат              | Место        | Детаљи                                    |
| ------------------- | -------------- | ------------ | ------------- | ------------- | --------------------- | --------------------- | --------------------- | ------------ | ----------------------------------------- |
| Аури Лорена Бокеса  | 400 м          | 51,66        | 52,98         | 7. у гр. 6    | Нису се квалификовале | Нису се квалификовале | Нису се квалификовале | 38 / 41 (42) |                                           |
| Естер Гереро        | 800 м          | 2:01,43      | 2:02,64       | 6. у гр. 4    | Нису се квалификовале | Нису се квалификовале | Нису се квалификовале | 36 / 44 (45) | Архивирано на веб-сајту (28. август 2015) |
| Трихас Гебре        | 10.000 м       | 32:03,39     |               |               |                       |                       | 32:20,87              | 16 / 21 (22) | Архивирано на веб-сајту (25. август 2015) |
| Алесандра Агилар    | Маратон        | 2:27:00      | 2:33:42       | 17 / 52 (67)  |                       |                       |                       |              |                                           |
| Каридад Херес       | 100 м препоне  | 12,94        | 13,27         | 5. у гр. 5    | Није се квалификовала | Није се квалификовала | Није се квалификовала | 29 / 37      |                                           |
| Марија Хосе Повес   | 20 км ходање   | 1:28:15      |               |               |                       |                       | 1:31:06 ЛРС           | 10 / 42 (50) |                                           |
| Ракел Гонзалес      | 20 км ходање   | 1:28:36      | 1:32:00       | 14 / 42 (50)  |                       |                       |                       |              |                                           |
| Лаура Гарсија-Каро  | 20 км ходање   | 1:29:32      | 1:36:22       | 32 / 42 (50)  |                       |                       |                       |              |                                           |
| Рут Беитија         | Скок увис      | 2,02 НР      | 1,92 кв       | 2. у гр. Б    |                       |                       | 1,99                  | 5 / 28 (30)  |                                           |
| Нароа Агире         | Скок мотком    | 4,51 НР      | 4,45          | 7. у гр. А    | Није се квалификовала | 16 / 26 (29)          |                       |              |                                           |
| Мариа дел Мар Ховер | Скок удаљ      | 6,78         | Без пласмана  | Без пласмана  | Није се квалификовала | Није се квалификовала |                       |              |                                           |
| Урсула Руис         | Бацање кугле   | 17,99        | 16,36         | 11. у гр. Б   | Нису се квалификовале | 23 / 24               |                       |              |                                           |
| Сабина Асењо        | Бацање диска   | 61,34        | 58,04         | 12. у гр. А   | Нису се квалификовале | 24 / 31               |                       |              |                                           |
| Лаура Редондо       | Бацање кладива | 69,59 НР     | 63,86         | 12. у гр. А   | Нису се квалификовале | 29 / 30 (31)          |                       |              |                                           |